# 厄尔·梅多斯
厄尔·梅多斯（英語：Earle Meadows，1913年6月29日—1992年11月11日），美国男子田径运动员，主攻撑杆跳高。他曾代表美国参加1936年夏季奥林匹克运动会田径比赛，获得男子撑杆跳高金牌。